# Грынчарово
Грынчарово (болг. Грънчарово) — село в Болгарии. Находится в Силистренской области, входит в общину Дулово. Население составляет 509 человек.

## Политическая ситуация
В местном кметстве Грынчарово, в состав которого входит Грынчарово, должность кмета (старосты) исполняет Стоян Кралев Стоянов (Политическое движение социал-демократов (ПДСД)) по результатам выборов.
Кмет (мэр) общины Дулово — Митхат Мехмед Табаков (Движение за права и свободы (ДПС)) по результатам выборов.